# معاداة الأذر في أرمينيا
ينتشر في أرمينيا العداء ضد أذربيجان، والتعصب والعنصرية ضد الشعب الأذربيجاني. وفقًا لمسح عام 2007، يرى 63٪ من الأرمن أن أذربيجان «أكبر عدو لأرمينيا».

## الفترة المبكرة

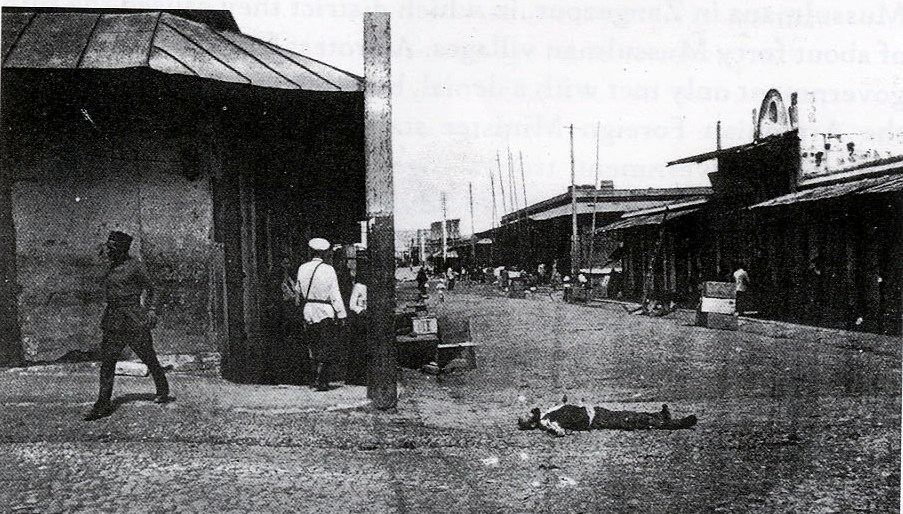
ضحية أذربيجانية لمذابح باكو في الفترة ما بين 1905 و 1907.

كانت هناك العديد من حالات معاداة الترك في أرمينيا عبر التاريخ. خلال مذابح الأرمن - التتار في 1905–07، تم تدمير أو نهب 158 قرية أذربيجانية (مقارنة بـ 128 قرية أرمنية مدمرة أو منهوبة)، وقتل ما بين 3000 إلى 10000 مدني من كلا الجانبين، مع تكبد الأذربيجانيين خسائر أكبر، بسبب سوء تنظيم الحشود الأذربيجانية وأن الدشناق في الجانب الأرمني أكثر إستعداد. في 26 ديسمبر 1905، قُتل 500 مدني أذربيجاني على يد الدشناق في أومودلو. وبحسب أستاذ التاريخ فيروز كاظم زاده، «من المستحيل إلقاء اللوم على المذابح على الجانبين. ويبدو أنه في بعض الحالات أطلق الأذربيجانيون الطلقات الأولى، وفي حالات أخرى أطلقوا الأرمن ".»
خلال الحرب العالمية الأولى، تم ارتكاب العديد من المجازر والفظائع ضد الأتراك من قبل الأرمن غير النظاميين المتحالفين مع الروس. أشار المؤرخ أوغور أوميت أنجور إلى أنه خلال حملة القوقاز، تم ارتكاب العديد من الفظائع ضد الأتراك والأكراد المحليين من قبل الجيش الروسي والمتطوعين الأرمن. قُتل ما لا يقل عن 128000 وربما ما يصل إلى 600000 من الأتراك والأكراد على أيدي القوات الروسية والأرمن غير النظاميين خلال الفترة ما بين 1915-1916. وقتلت القوات الأرمينية 400 ألف تركي وكردي آخر في المنطقة المحتلة بين عامي 1917 و 1918.
من عام 1948 إلى عام 1953، تم ترحيل الأذربيجانيين الذين يعيشون في جمهورية أرمينيا الاشتراكية السوفياتية. نُفِّذت عمليات الترحيل بموجب قرار صادر عن مجلس وزراء الاتحاد السوفييتي بتاريخ 23 ديسمبر 1947 بشأن إعادة توطين الأذربيجانيين من مستوطناتهم في أراضي أرمينيا الحالية. تم تنفيذ القرار بالقوة، وتم ترحيل أكثر من 150 ألف أذربيجاني من 24 منطقة ومدينة يريفان.

## حرب قرة باغ الأولى

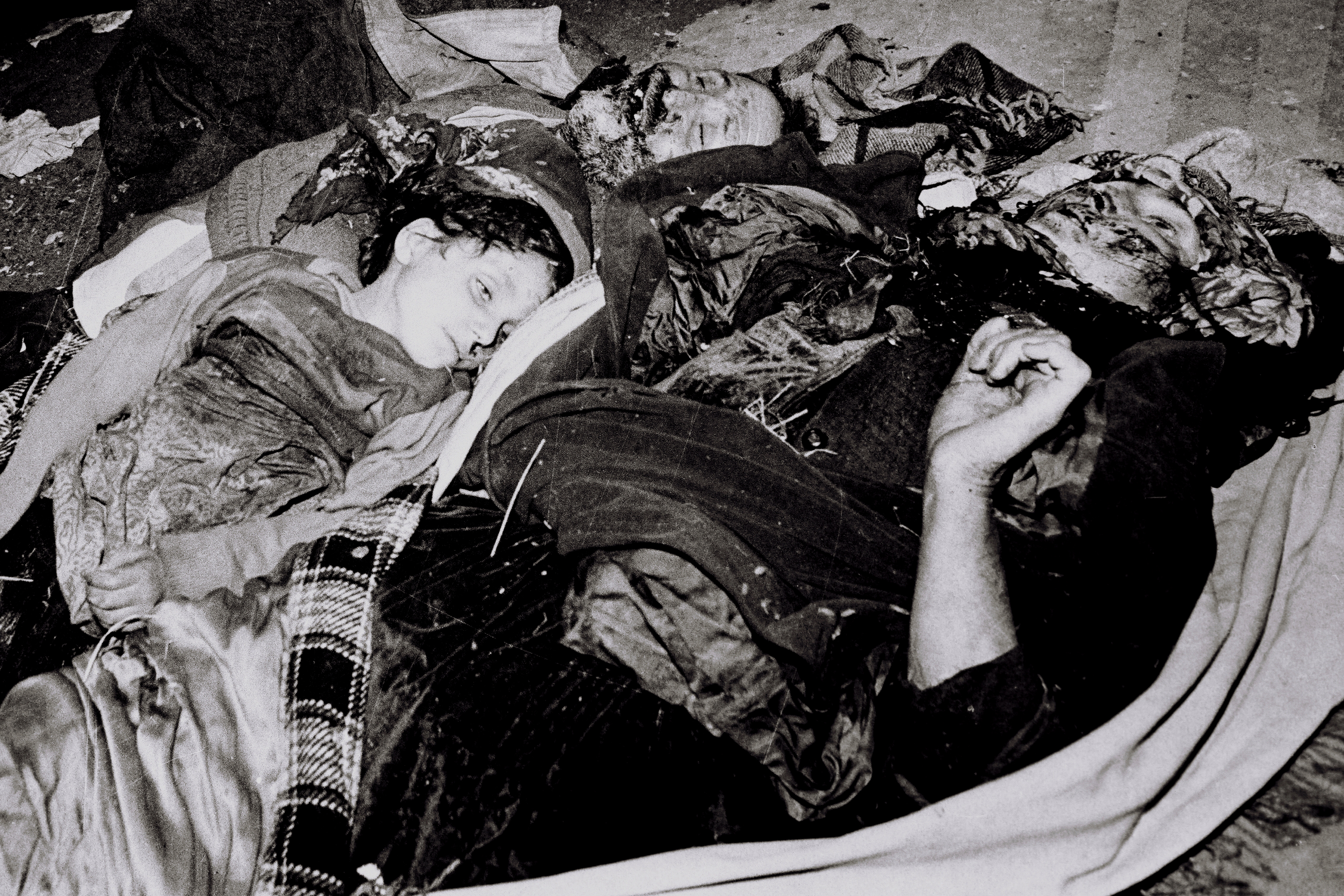
ضحايا مذبحة 26 فبراير 1992 في خوجالي

في فبراير 1988 في يريفان، أرمينيا الاشتراكية السوفياتية، حدثت مظاهرات تطالب بإدماج إقليم مرتفعات قره باغ المستقل في جمهورية أذربيجان الاشتراكية السوفياتية في جمهورية أرمينيا الاشتراكية السوفياتية. صوت المجلس الإقليمي لمرتفعات قره باغ على الانفصال عن أذربيجان والانضمام إلى جمهورية أرمينيا الاشتراكية السوفياتية. في 26 فبراير، حدثت مذبحة في مدينة سومجيت أسفرت عن مقتل حوالي 30 أرمني، وأدت إلى تصاعد المشاعر المعادية لأذربيجان في أرمينيا، أدت إلى مذابح وطرد وانتهاكات حقوق الإنسان للشعب الأذربيجاني في كل من أرمينيا والأراضي التي تحتلها القوات الأرمينية في أذربيجان.
في 19 سبتمبر 1988، هاجم عدد من الأرمن سكان ستيباناكيرت الأذربيجانيين. وتم إحراق العديد من المنازل والممتلكات الأخرى التي يملكها الأذربيجانيون، وتعرض المدنيون الأذربيجانيون للضرب وطرد السكان الأذربيجانيون من المدينة إلى شوشا. أصيب 16 أذربيجانيا في أعمال العنف. في 4 أكتوبر 1988، تعرض السكان الأذربيجانيون في خوجالي للهجوم، وتعرض العديد من الأذربيجانيين للضرب وتعرض السكان للتهديد بالمجزرة إذا لم يغادروا. في 24 تشرين الثاني عام 1988، في قبادلي تم حرق مواطن أذربيجاني من قبل مجموعة أرمن. في 26 تشرين الثاني / نوفمبر 1988، قُتل 14 أذربيجانياً على يد مجموعة من الأرمن في قرية غوغارك في لوري. في 12 كانون الثاني / يناير 1990، هاجمت مجموعة من 500 جندي أرمني غير نظامي قرية لاتشين في كوشو وقتلت العشرات من المدنيين الأذربيجانيين. في 26 آذار / مارس 1990، هاجم الجيش الأرميني قبيلة باغانيس أيروم في قازاخ حيث تم حرق حوالي 20 منزلاً وقتل 11 مدنياً أذربيجانياً. في 10 آب / أغسطس 1990، قُتل ما يصل إلى 20 مدنياً أذربيجانياً في تفجير نفذه اثنان من الأرمن. في أوائل شهر يونيو عام 1991، شنت القوات الأرمنية هجوما على قرية في منطقة خوجافاند وقتلت 6 مدنيين أذربيجان. في 29 ديسمبر 1991، استولت القوات الأرمينية على قرية كوركيخان في خوجالي، وقتلوا 34 أذربيجانيًا. بين 10-12 فبراير عام 1992، سيطرت القوات الأرمنية على عدة قرى، وقتلت قرابة 50 مدني. في 17 فبراير 1992، استولت القوات الأرمينية على قرية قرداغلي وربما قتل ما يصل إلى 90 أذربيجانيًا. في 26 فبراير 1992، وقعت أكبر مذبحة في سياق نزاع ناغورنو كاراباخ في خوجالي، حيث قتلت القوات الأرمينية والفوج 366 من رابطة الدول المستقلة 200 على الأقل وربما تصل إلى 1000 مدني أذربيجاني. في 8 أبريل 1992، قتلت القوات الأرمينية 67 مدنيا أذربيجانيا في قرية أغدابان. في 8-9 مايو 199، خلال معركة شوشا، تم تهجير حوالي 15000 أذربيجاني ووفقًا لمصادر أذربيجانية، قُتلت القوات الأرمينية 193 مواطنًا أذربيجانيًا. في 28 آب / أغسطس 1992، داهمت القوات الأرمينية قرية بليقايا في غورانبوي، وقتلت قتلت 24 مدنياً أذربيجانياً وجرحت 8 آخرين. بين 27 مارس و 3 أبريل 1993، خلال معركة كالباجار، هجرت القوات الأرمينية حوالي 62000 أذربيجاني. في 18 أبريل 1993، ارتكبت القوات الأرمنية مجزرة في باشليبل وقتلت 27 أذربيجانيًا. بين 12 يونيو و 23 يوليو 1993، خلال معركة أغدام، هجرت القوات الأرمينية حوالي 130.000 أذربيجاني.

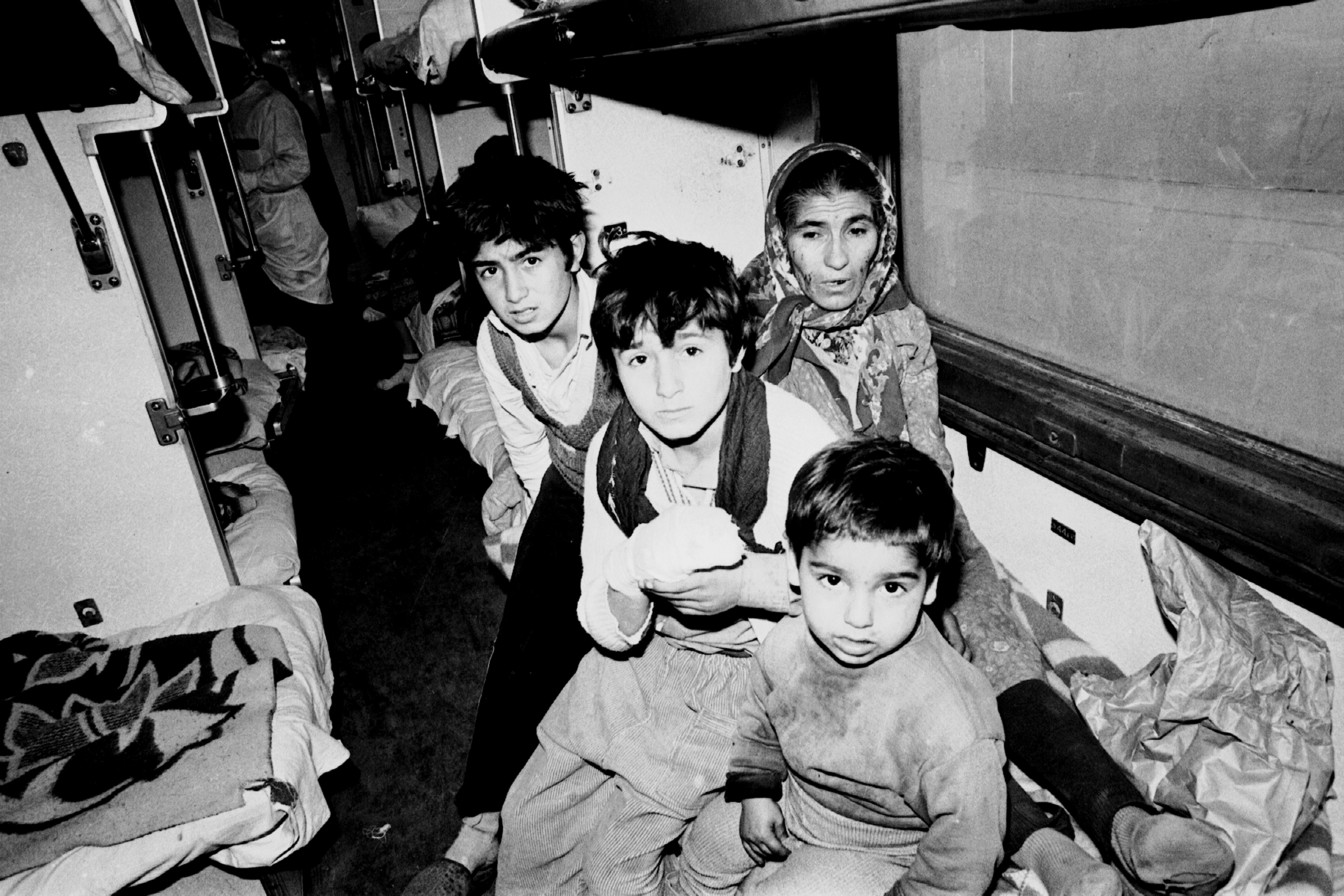
لاجئون أذربيجانيون بعد مذبحة خوجالي

في بداية عام 1988 وصلت أولى موجات اللاجئين من أرمينيا إلى باكو. في عام 1988، تم طرد الأذربيجانيين والأكراد (حوالي 167000 شخص) من جمهورية أرمينيا الاشتراكية السوفياتية. في أعقاب حركة كاراباخ، اندلع العنف الأولي في شكل قتل كل من الأرمن والأذربيجانيين والمناوشات الحدودية. نتيجة لهذه المذابح، قتل الأرمن 214 أذربيجانيًا وطهروا عرقيا كل أرمينيا من الأذر بين عامي 1987 و 1990. في 7 يونيو 1988 تم طرد الأذربيجانيين من بلدة ماسيس بالقرب من الحدود الأرمنية التركية، وفي 20 يونيو تم تطهير خمس قرى أذربيجانية في مقاطعة أرارات. أُجبر هنريك بوغوسيان في النهاية على التقاعد، وألقي عليه اللوم في السماح للقومية بالتطور بحرية. على الرغم من عمليات التطهير التي استهدفت الهياكل الحزبية الأرمنية والأذربيجانية ضد أولئك الذين ترددوا أو لم يرغبوا في منع النزاع العرقي، ككل، يُعتقد أن الإجراءات المتخذة كانت هزيلة. تميز عام 1993 بأعلى موجة من النازحين الأذربيجانيين داخلياً، عندما سيطرت القوات الأرمينية على المناطق المحيطة بقرة باغ. نجح أرمن قرة باغ في نهاية المطاف بإخراج الأذربيجانيين من قرة باغ.
خلال الحرب بأكملها، قُتل ما يصل إلى 16000 مدني أذربيجاني على يد القوات الأرمينية، وفُقد 841 مدنيًا أذربيجانيًا ونزح 724000 أذربيجاني من أرمينيا وناغورنو كاراباخ والمناطق المحيطة بها.

## حقبة ما بعد 1994
نمت المشاعر المعادية لأذربيجان في أرمينيا بعد حرب قرة الأولى. عند الحديث عن إمكانية أن يعيش الأذريون والأرمن معًا مرة أخرى، قال الرئيس الأرمني السابق روبرت كوتشاريان إن الشعبين «غير متوافقين عرقيا».
في عام 1990، تم هدم مسجد تم تحديده على أنه أذربيجاني في يريفان بواسطة جرافة.
في عام 2001، تم الإفراج فاروجان جارابديان، منفذ هجوم مطار أورلي عام 1983 الذي فجر فيه مكتب الخطوط الجوية التركية وقتل 8 أشخاص بينهم تركيان. تم الترحيب به كبطل في بلاده، حيث تعهد روبرت نازاريان، عمدة يريفان، بتوفير العمل والسكن له، وفي يريفان كان جارابديان قد اجتمع مع رئيس الوزراء أندرانيك مرغريان، الذي أعرب عن سعادته بإطلاق سراحه.
في 16 يناير 2003 قال روبرت كوتشاريان إن الأذربيجانيين والأرمن «غير متوافقين عرقيا» وكان من المستحيل على السكان الأرمن في قرة باغ العيش داخل دولة أذربيجانية. في حديثه يوم 30 يناير في ستراسبورغ، قال الأمين العام لمجلس أوروبا والتر شويمر إن تعليق كوتشاريان كان بمثابة إثارة للحرب. قال رئيس الجمعية البرلمانية لمجلس أوروبا، بيتر شيدر، إنه يأمل أن تتم ترجمة ملاحظة كوتشاريان بشكل غير صحيح، مضيفًا أنه "منذ إنشائه، لم يسمع مجلس أوروبا مطلقًا عبارة "عدم التوافق العرقي".
في عام 2010 تم حظر مبادرة لإقامة مهرجان للأفلام الأذربيجانية في يريفان بسبب المعارضة الشعبية. وبالمثل، في عام 2012، تم إلغاء مهرجان الأفلام القصيرة الأذربيجانية، الذي نظمه مركز القوقاز في أرمينيا لمبادرات صنع السلام وبدعم من السفارتين الأمريكية والبريطانية، والذي كان من المقرر افتتاحه في 12 أبريل، في غيومري بعد أن منع المتظاهرون قيام المهرجان.
في 2 سبتمبر 2015، نشرت وزيرة العدل آربين هوفهانيسيان على صفحتها الشخصية على فيس بوك رابطًا لمقال يعرض مقابلتها مع الموقع الإخباري الأرمني Tert.am حيث أدانت الحكم على صحفي أذربيجاني ووصفت حالة حقوق الإنسان في أذربيجان «بمروعة». بعد ذلك، تعرضت الوزيرة لانتقادات بسبب إعجابها بتعليق عنصري على المنشور المذكور أعلاه على فيسبوك من قبل هوفانيس جالاجيان، رئيس تحرير صحيفة إرافونك الأرمنية المحلية؛ الذي علق بالأرمينية: «أي حقوق إنسان بينما بيولوجياً التركي لا يستطيع ان يكون إنسان»
في 23 يوليو 2020، وسط اشتباكات يوليو 2020 بين أرمينيا وأذربيجان، زُعم أن مجموعة من الأرمن هاجمت الأذربيجانيين أمام السفارة الأذربيجانية في بروكسل، بلجيكا. وعلى وجه الخصوص، تعرضت امرأة أذربيجانية للضرب. ثم قامت مجموعة من الأرمن أيضا بالاعتداء على شاب أذربيجاني وضربه وتصويره أمام الكاميرا. في 24 يوليو، اعتقلت وكالات إنفاذ القانون البلجيكية 17 أرمنيًا هاجموا الأذربيجانيين في بلجيكا.

### حرب مرتفعات قرة باغ 2020
مع حرب مرتفعات قرة باغ 2020، نمت معاداة الأذربيجانيين وحتى التركيين في كل من أرمينيا وبين المجتمعات الأرمينية في جميع أنحاء العالم.
بحلول 9 نوفمبر، قُتل أكثر من 93 مدنيًا أذربيجانيًا على يد القوات الأرمينية، بينما بحلول 2 نوفمبر أدت الحرب إلى نزوح حوالي 40.000 أذربيجاني. وبحسب ما ورد استخدمت أرمينيا الذخائر العنقودية ووفقًا لأذربيجان، استخدمت الفسفور الأبيض ضد المدنيين الأذربيجانيين.
وردت أنباء عن وقوع حوادث تعذيب وسوء معاملة لأسرى الحرب الأذربيجانيين على أيدي القوات الأرمينية خلال الحرب. الأكثر شهرة، في منتصف نوفمبر، انتشرت على منصات التواصل الاجتماعي مقاطع فيديو لجنديين أذربيجانيين مصابين، أمين موساييف وبيرم كريموف، يتلقون الإسعافات الأولية من قبل الصحفي الأوكراني ألكسندر خارتشينكو والجنود الأرمن بعد دخول وقف إطلاق النار حيز التنفيذ. بعد ذلك، تم نشر مقطع فيديو يظهر تعرض أحدهم للإيذاء داخل السيارة. يُذكر أن موساييف كان مستلقيًا على الأرض في السيارة وسأل «إلى أين نحن ذاهبون؟» وردًا على ذلك، قال الجندي الأرميني المزعوم: «إذا تصرفت بشكل جيد، ستذهب إلى المنزل»، وشتم، وبعد ذلك اتضح أن الجندي الأذربيجاني قد ركل وعذب. في 18 نوفمبر / تشرين الثاني، قال ممثل «اللجنة الدولية للصليب الاحمر» في يريفان إن المعلومات المتعلقة بهؤلاء الأشخاص «قيد التحقيق». كما رفضت ممثلة اللجنة الدولية في يريفان، «زارا أماتوني»، الإفصاح عما إذا كانت لديها أية معلومات عن الجنديين الأذربيجانيين المزعومين. وقال أمين المظالم في أرتساخ إنه ليس لديه معلومات عن موساييف وكريموف، لكن إذا أصيبوا، «فمن المحتمل أن يكونوا في مستشفى في أرمينيا». وقالت وزارة الخارجية الأذربيجانية في بيان إن القضية قيد التحقيق وسيتم إبلاغ المنظمات الدولية ذات الصلة. وبحسب الوزارة، فإن «المعلومات المتعلقة بتعذيب السجناء يتم التحقق منها أولاً للتأكد من دقتها وإبلاغ المنظمات الدولية ذات الصلة». في 25 تشرين الثاني / نوفمبر، زار ممثلو اللجنة الدولية موساييف وكريموف في يريفان. في 5 ديسمبر / كانون الأول، أبلغت أسرتي «موساييف» و «كريموف» بحالتهما على نحو شامل. وبحسب نسخة من الرسالة أرسلها موساييف، ذكر أن حالته على ما يرام. كما ورد أن كريموف بعث برسالة إلى أسرته، لكن عائلته نفت ذلك.
الهجمات التي استهدفت الأتراك والأذربيجانيين من قبل الأرمن لم تحدث فقط في أرمينيا وأذربيجان. في 4 نوفمبر 2020، في بيفرلي هيلز، كاليفورنيا، حوالي الساعة 8:30 مساءً بالتوقيت المحلي، دخلت مجموعة من ستة إلى ثمانية رجال أرمن تتراوح أعمارهم بين 20 و 30 عامًا إلى مطعم تركي في جنوب بيفرلي درايف، قائلين إنهم جاءوا "لقتل الأتراك"، بدأوا في تدمير الممتلكات داخل المؤسسة ومهاجمة الموظفين داخل وخارج زقاق بالخارج. وأصيب الضحايا بجروح طفيفة وتلقوا العلاج في مكان الحادث. بدأت إدارة شرطة بيفرلي هيلز التحقيق في الحادث وإعتباره جريمة كراهية. ووصفه عمدة بيفرلي هيلز بأنه "عمل غير مقبول من الكراهية والعنف"، مضيفًا أنه "لا مكان لهذا السلوك. أدان سفير تركيا لدى الولايات المتحدة الهجوم بشدة، ودعا عمدة لوس أنجلوس إلى فعل الشيء نفسه، وحث السلطات الفيدرالية والمحلية على حماية الأمريكيين الأتراك هناك.